# Filitonchus
Filitonchus är ett släkte av rundmaskar. Filitonchus ingår i familjen Cyatholaimidae.
Släktet innehåller bara arten Filitonchus volutus.